# Dora Richter
Dora « Dorchen » Richter (1891-1966) a été la première personne connue à bénéficier d’une chirurgie de réattribution sexuelle masculin-féminin complète. Elle a été l'une des nombreuses personnes transgenres confiées aux soins de Magnus Hirschfeld, un pionnier de la sexologie, à l'Institut de sexologie de Berlin dans les années 1920 et au début des années 1930. Elle a subi une orchiectomie en 1922, suivie en 1931 d'une pénectomie et d'une vaginoplastie.

## Biographie
Richter est née dans une famille d'agriculteurs pauvres en 1891. Elle a grandi en tant que garçon. Tôt dans l'enfance, Richter affiche une « tendance à agir et à se comporter de manière féminine ». À l'âge de 6 ans, elle a apparemment tenté de s'ôter le pénis avec un garrot,. Utilisant le prénom Dora, elle a commencé à porter des vêtements féminins et à se présenter comme une femme, travaillant sous son nom de naissance comme serveuse dans des hôtels de Berlin pendant la saison estivale, et vivant en femme le reste de l'année. Elle a été arrêtée de temps en temps pour travestissement, purgeant une peine de prison avant d'être libérée par un juge et confiée aux soins de Hirschfeld.

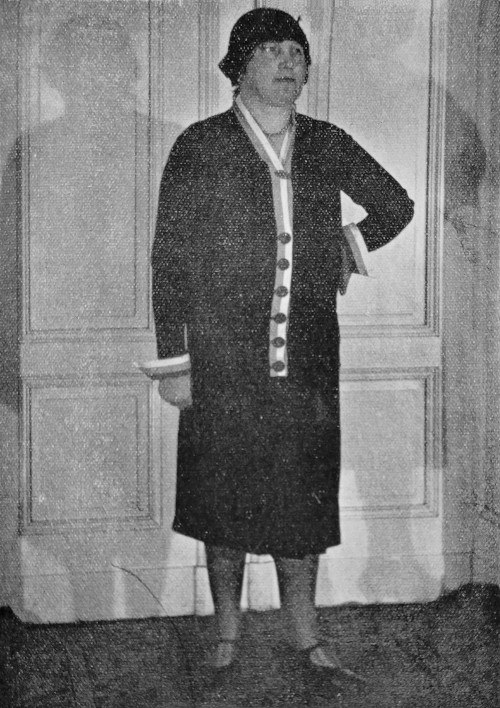
Une photographie de Dora Richter, vers 1927, publiée dans P. Najac, « L'institut de la Science sexuelle à Berlin », in Vénus et Mercure, 1931.

Portant des vêtements féminins par autorisation spéciale de la police, Richter a travaillé, avec d'autres personnes transgenres, comme domestique à l'Institut de recherche sexuelle, (l'un des rares endroits où une personne trans pouvait être employée), où elle était affectueusement connue sous le nom de Dora, et Dorchen (Petite Dora) pour Hirschfeld. Elle y fait la rencontre d'au moins deux autres femmes trans employées par l'Institut, Charlotte Charlaque et Toni Ebel. En 1922,,, elle a subi une orchidectomie. Le Dr Felix Abraham, un psychiatre travaillant à l'institut, a publié une étude de cas sur la transition de Richter, dans laquelle il indique : « Sa castration a eu pour effet — bien que peu étendu — de rendre son corps plus plein, de restreindre la croissance de sa barbe, de rendre visibles les premiers signes du développement des seins et donner aux tissus adipeux pelviens (...) une forme plus féminine »,.
Au début de 1931, le médecin de l'institut, le Dr Ludwig Levy-Lenz, effectue une pénectomie  pour Richter et en juin de la même année, un vagin artificiel lui est greffé chirurgicalement par le chirurgien berlinois Erwin Gohrbandt (de),,, faisant d'elle la première femme transgenre documentée à avoir bénéficié d’une vaginoplastie.

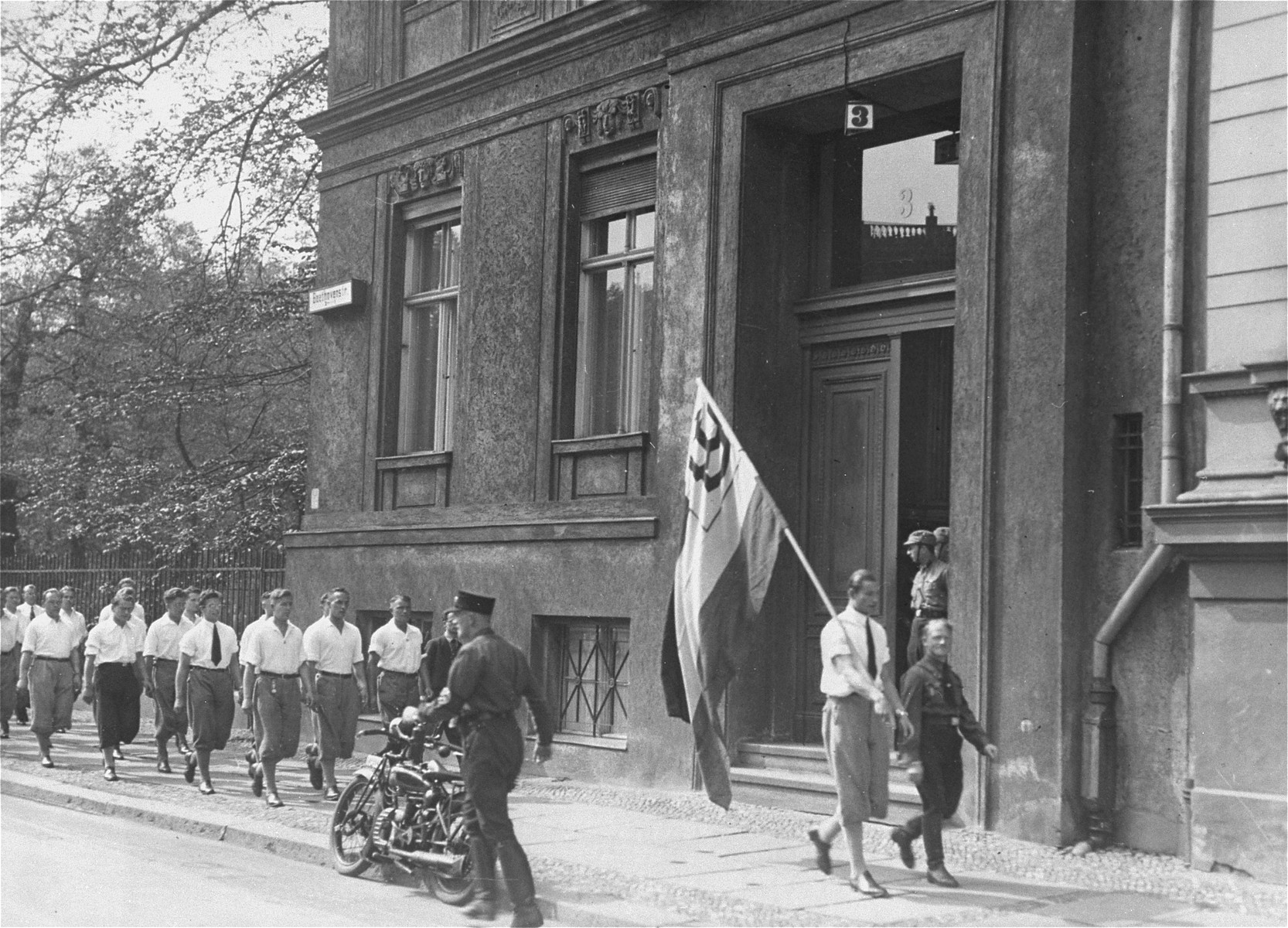
Marche d'étudiants nazis devant l'immeuble de l'Institut de sexologie, à Berlin, avant le pillage de celui-ci qui a lieu le 6 mai 1933.

En mai 1933, sous l'influence croissante du nazisme en Allemagne (Hirschfeld avait fui le pays), une foule d'étudiants attaqua l'institut, et les autorités de l'État brûlèrent alors ses archives.
En juin 2024, la radio allemande RBB24 découvre par les travaux de la chercheuse Clara Hartmann que Dora Richter a survécu au régime nazi et qu'elle est décédée le 26 avril 1966, 20 ans après être parvenue à faire corriger son acte de baptême le 28 janvier 1946.
Hirschfeld a publié dans ses travaux Geschlechtskunde (« Études de sexe/genre »), des éléments concernant le processus de transition de Dora Richter.